# Lamar, Colorado
Lamar är en stad (city) i Prowers County, i delstaten Colorado, USA. Enligt United States Census Bureau har staden en folkmängd på 7 925 invånare (2011) och en landarea på 11 km². Lamar är huvudort i Prowers County.